# G292.0+01.8
 (mars 2020).
Rémanent de supernova
Source astrophysique de rayons X
Source radio
G292.0+01.8 est un rémanent de supernova situé à environ ∼ 15 000 a.l. (∼ 4 600 pc) de la Terre dans la constellation du Centaure. On le considère comme étant une nébuleuse de vent de pulsar.

## Composition
Le spectre de cette nébuleuse ne présente aucune raies d'hydrogène ou d'hélium. On y retrouve seulement des raies d'oxygène et de néon.